# Jaskinia w Kociołku pod Bańdziochem
Jaskinia w Kociołku pod Bańdziochem – jaskinia w Dolinie Kościeliskiej w Tatrach Zachodnich. Wejście do niej znajduje się w żlebie Żeleźniak, poniżej dolnego otworu jaskini Bańdzioch Kominiarski, w pobliżu Nyży pod Bańdziochem, na wysokości 1425 m n.p.m. Długość jaskini wynosi 5 metrów, a jej deniwelacja 2,5 metrów.

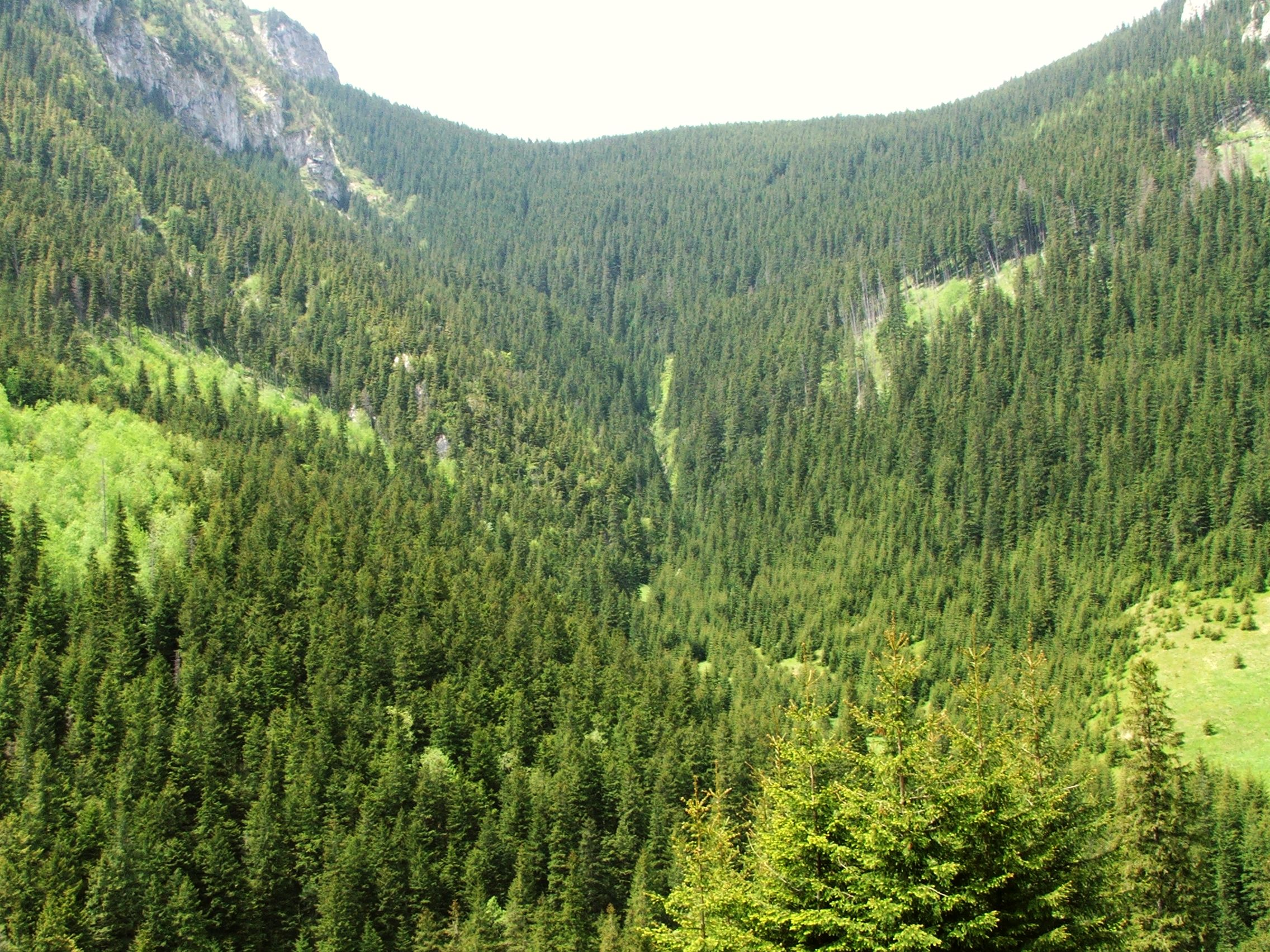
Żleb Żeleźniak widziany z Hali Pisanej

## Opis jaskini
Jaskinię tworzy wąski korytarz, zaczynający się w niewielkim otworze wejściowym, za którym znajduje się mała nyża i zacisk. Korytarz rozdziela się zaraz za zaciskiem. Na prawo przechodzi w 4,2-metrowy, pochyły kominek, na lewo w krótką szczelinę kończącą się małym kominkiem.

## Przyroda
W jaskini można spotkać nacieki grzybkowe. Ściany są wilgotne. Rosną na nich paprocie, mchy, glony i porosty.

## Historia odkryć
Brak jest danych o odkrywcach jaskini. Pierwszą wzmiankę o niej opublikował W. W. Wiśniewski w 1988 roku. Jej plan i opis sporządziła I. Luty przy pomocy B. Zalewskiego w 2003 roku.